# وانت آریسان
آریسان خودرویی از نوع وانت و محصول شرکت ایران‌خودرو است. این خودرو تا سال ۱۳۹۹ با موتور روآ سال بهبود یافته و به‌صورت محور عقب تولید می‌شد و با توقف تولید نسل اول به دلیل ناتوانی در رعایت استاندارد های یورو ۵  ایرانخودرو از سال ۱۴۰۱ با موتور XU7 پلاس تحت نام آریسان۲ به‌صورت محور جلو به بازار آمد.

## آریسان ۲
وانت آریسان۲ در اصل نسل دوم وانت آریسان به‌شمار می‌رود که بهبودهایی در شاسی و پیشرانه‌اش تجربه کرده‌است.
از زمان عرضه وانت آریسان در سال ۱۳۹۳، همواره از جانب مصرف‌کنندگان به پیشرانه و جلوبندی ضعیف و شاسی شکننده‌اش انتقادات زیادی وارد شده است. بنابراین شرکت ایران‌خودرو برای رفع این ایرادات آریسان۲ را طراحی و در سال ۱۴۰۱ به بازار عرضه کرد. این خودرو برخلاف نسل قبلی، دیفرانسیل جلو است که حذف دیفرانسیل و گاردان از عقب خودرو باعث می‌شود فضای کابین بازتر شده و بتوان لاستیک زاپاس را به زیر فضای بار انتقال داد. جعبه‌دندهٔ مورد استفاده در این خودرو از نوع BE است. ایران‌خودرو در آریسان۲، موتور XU7 پلاس که ۱۷۶۱ سی‌سی حجم دارد و ۹۷ اسب‌بخار توان و ۱۴۶ نیوتن متر گشتاور تولید می‌کند را جایگزین موتور قدیمی OHVG II کرده است. این تغییرات باعث شده تا خودرو شتاب و کشش بهتری نسبت به نسل قبلی خود داشته باشد. همچنین به گفتهٔ مدیر پروژه، شاسی یکپارچهٔ آریسان۲ در نسل جدید، مستحکم‌تر شده‌است.
این خودرو همچنین تغییراتی در داخل اتاق داشته‌است که می‌توان به انتقال لاستیک زاپاس از پشت صندلی شاگرد به زیر فضای بار (که فضای اتاق را بیشتر از قبل می‌کند)، تعویض رودری‌ها و افزودن شارژر فندکی اشاره کرد. همچنین این خودرو به مه‌شکن جلو و سنسور دنده عقب نیز مجهز شده است.
مخازن سوخت این خودرو برای بنزین ۴۰ لیتر (کاهش ۱۲ لیتری نسبت به نسل قبل) و برای گاز طبیعی ۷۵کیلوگرم (افزایش ۵کیلوگرمی نسبت به نسل قبل) است.

این وانت شهری توانایی حمل ۶۰۰ کیلوگرم بار را دارد.

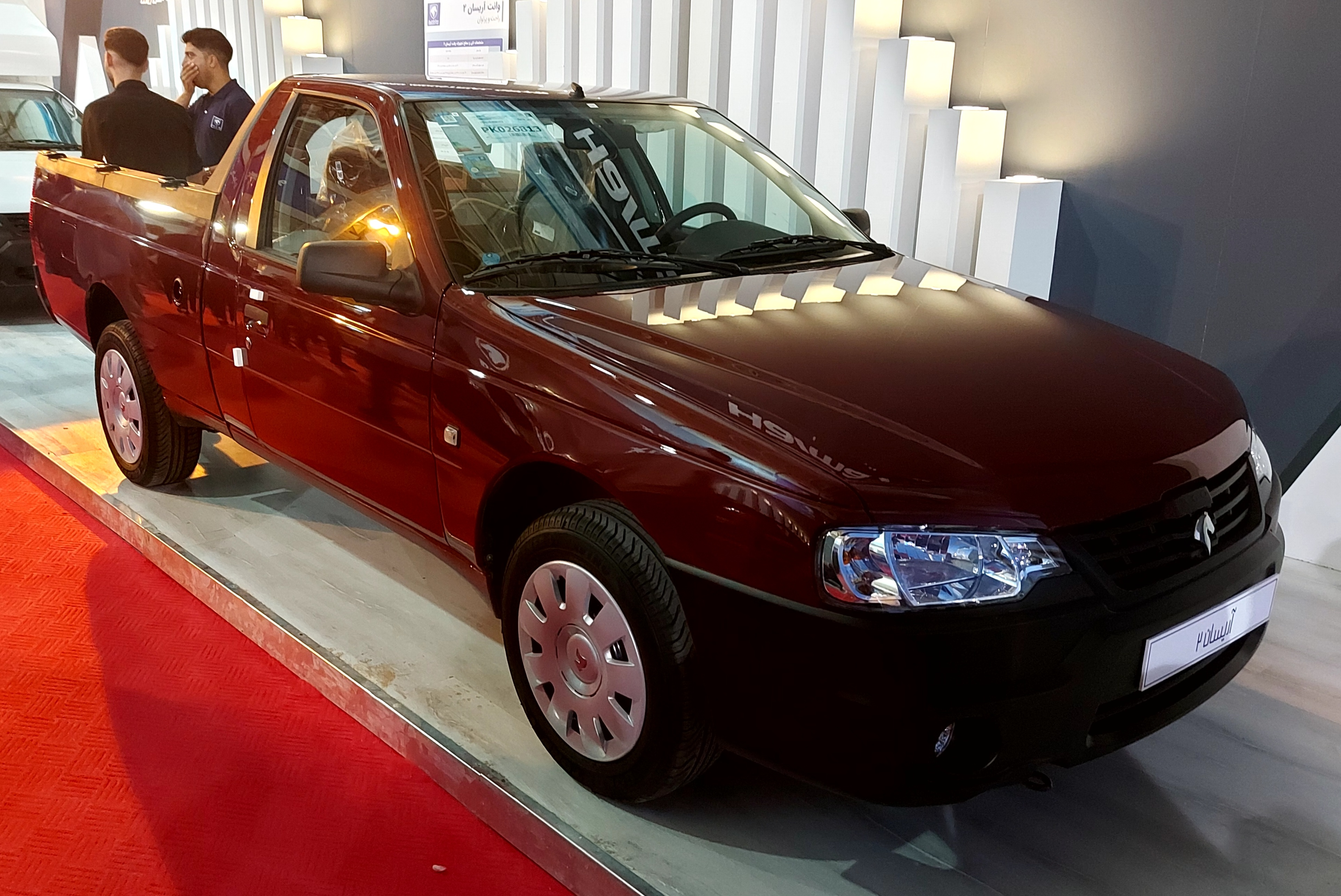
آریسان۲

## مشخصات[۵]
| مشخصات وانت آریسان                                              | مشخصات وانت آریسان                                                                   | مشخصات وانت آریسان                                                              |
| مدل                                                             | وانت آریسان                                                                          | وانت آریسان ۲                                                                   |
| نوع موتور                                                       | OHVG II                                                                              | XU7P-CNG                                                                        |
| حجم موتور (cc)                                                  | ۱۶۹۶                                                                                 | ۱۷۶۱                                                                            |
| حداکثر توان موتور (hp)                                          | ۸۶ اسب بخار در ۵۲۵۰ دور در دقیقه (بنزین)، ۷۳ اسب بخار در ۵۲۵۰ دور در دقیقه (گاز)     | ۹۷ اسب بخار در ۵۵۰۰ دور در دقیقه (بنزین)                                        |
| حداکثر گشتاور (Nm)                                              | ۱۴۰ نیوتن متر در ۳۰۰۰ دور در دقیقه (بنزین)، ۱۲۸ نیوتن متر در ۳۰۰۰ دور در دقیقه (گاز) | ۱۴۶ نیوتن متر در ۴۵۰۰ دور در دقیقه (بنزین)                                      |
| نسبت تراکم                                                      | ۱۰٫۵                                                                                 | ۹٫۳                                                                             |
| نوع سوخت سازگار                                                 | بنزین بدون سرب اکتان ۹۵، گاز طبیعی CNG                                               | بنزین بدون سرب اکتان ۹۵، گاز طبیعی CNG                                          |
| سیستم انژکتوری                                                  | پاشش چند نقطه‌ای                                                                      | پاشش چند نقطه‌ای                                                                 |
| حداکثر سرعت (km/h)                                              | ۱۶۰ بنزین، ۱۴۵ گاز                                                                   | ۱۷۰ بنزین                                                                       |
| شتاب صفر تا ۱۰۰ (ثانیه)                                         | ۱۲/۷ بنزین، ۱۴ گاز                                                                   | ۱۳/۸ بنزین                                                                      |
| سیستم انتقال قدرت                                               | ۵ دنده دستی                                                                          | ۵ دنده دستی                                                                     |
| مصرف سوخت خارج از شهر (Lit/100 km)                              | ۷/۳۳ بنزین، ۷/۳۳ گاز                                                                 | -                                                                               |
| مصرف سوخت ترکیبی (Lit/100 km)                                   | ۹/۲۵ بنزین، ۹/۹۲ گاز                                                                 | ۸/۸ بنزین، ۹/۳ گاز                                                              |
| طول خودرو (mm)                                                  | طول خودرو ۴۶۸۰ - طول اتاق بار ۱۷۶۶                                                   | طول خودرو ۴۶۶۵ - طول اتاق بار ۱۸۰۰                                              |
| عرض خودرو (mm)                                                  | عرض خودرو ۱۷۲۰ - عرض اتاق بار ۱۳۵۸                                                   | عرض خودرو ۱۷۲۰ - عرض اتاق بار ۱۳۶۰                                              |
| ارتفاع خودرو (mm)                                               | ارتفاع خودرو ۱۴۶۵ - ارتفاع دیواره اتاق بار ۴۳۵                                       | ارتفاع خودرو ۱۴۶۵ - ارتفاع دیواره اتاق بار ۴۳۰                                  |
| فاصله بین دور محور چرخ‌های جلو و عقب (mm)                        | ۲۶۷۱                                                                                 | ۲۶۶۰                                                                            |
| وزن خودرو بدون سرنشین با مخزن سوخت پر و بدون تجهیزات اضافی (kg) | ۱۲۴۰                                                                                 | ۱۲۷۴                                                                            |
| حداکثر وزن مجاز                                                 | حداکثر وزن بار با دو سرنشین ۷۵۰ کیلوگرم، حداکثر وزن بار بدون سرنشین ۶۵۰ کیلوگرم      | حداکثر وزن بار با دو سرنشین ۷۵۰ کیلوگرم، حداکثر وزن بار بدون سرنشین ۶۰۰ کیلوگرم |
| گنجایش مخزن سوخت (Lit)                                          | ۵۲ بنزین، ۷۰ گاز                                                                     | ۴۰ بنزین، ۷۵ گاز                                                                |
| --------------------------------------------------------------- | ------------------------------------------------------------------------------------ | ------------------------------------------------------------------------------- |

## تمایزات
وانت آریسان براساس ادعای وب‌سایت ایران خودرو دارای ویژگی‌های زیر است:
- قابلیت نصب اتاق‌های مختلف برای کاربری متفاوت
- توان باربری بالاتر ([[۳۳۵]] کیلوگرم بیش‌تر از وانت باردو)
- قرار گرفتن کپسول گاز در زیر کفی بار
- دارای دو کیسه هوای راننده و سرنشین
- دارای فرمان هیدرولیک
- طراحی جای بار به سبک وانت‌های آمریکایی
- فضای داخلی نسبتاً راحت و ارگونومیک
- شاسی یکپارچه تقویت شده با کابین بار مجزا در آریسان ۲

وانت آریسان 2 براساس ادعای وب‌سایت ایران خودرو دارای ویژگی‌های زیر است:
- موتورXU7P-CNG  ارتقاء يافته
- گيربکس تقويت شده
- شاسی يکپارچه با کابين بار مجزا
- ظرفيت بار 750 كيلو گرم
- بهبود انتقال قدرت موتور
- ارتقای سطح آلايندگی
- کاهش حداکثری مصرف سوخت
- افزايش توان و گشتاور
- سنسور دنده عقب